# Estadio Pocitos
Estadio Pocitos was een stadion in de Uruguayaanse hoofdstad Montevideo waar de voetbalclub CA Peñarol speelde tussen 1921 en 1933. Het stadion werd geopend in november 1921 en was het werk van architect Juan Scasso.

## WK Interlands
Het stadion werd gebruikt voor voetbalwedstrijden bij het wereldkampioenschap 1930. Tijdens dat toernooi werd de eerste wedstrijd in dit stadion gespeeld. Het eerste doelpunt ooit op een wereldkampioenschap voetbal werd in Estadio Pocitos gemaakt: de Fransman Lucien Laurent was trefzeker in de negentiende minuut van het groepsduel tegen Mexico. Later volgde nog de wedstrijd van Roemenië tegen Peru (3–1).
| №  | Datum        | Wedstrijd          | Uitslag | Competitie             | Toeschouwers |
| -- | ------------ | ------------------ | ------- | ---------------------- | ------------ |
| 1. | 13 juli 1930 | Frankrijk – Mexico | 4 – 1   | WK 1930 Groepsfase (A) | 3.000        |
| 2. | 14 juli 1930 | Roemenië – Peru    | 3 – 1   | WK 1930 Groepsfase (C) | 2.549        |

Estadio Centenario (Montevideo) · Estadio Gran Parque Central (Montevideo) · Estadio Pocitos (Montevideo)